# Recemund d'Ilíberis
Recemund d'Ilíberis (en llatí: Recemundus; també conegut en llengua àrab com rabí Ibn Zyad, rabí Ibn Zyad al-U(s)quf, rabí Ibn Zyad al-U(s)quf al-Qurtubi) va ser un bisbe mossàrab del segle x, autor d'una obra escrita el 961, El Llibre de la divisió dels temps (més conegut com El calendari de Còrdova), una obra escrita paral·lelament en llatí i en àrab, dedicada al califa Al-Hàkam II.
El 953, després d'una sèrie de cartes poc diplomàtiques entre els dos governants, va servir com a ambaixador d'Abd al-Rahman III davant el rei alemany (i futur emperador del Sacre Germànic) Otó I. A Alemanya, va normalitzar amb èxit les relacions entre els governants nominals de la cristiandat, i l'islamisme. Va ser a Alemanya (956) que va conèixer Liutprand de Cremona, el bisbe i diplomàtic italià, i el va convèncer d'escriure una història dels temps. L'Antapodosis estava dedicada a Recemund.
Al seu retorn a Espanya, va ser recompensat amb la seu vacant d'Elvira. Va continuar la seva tasca com a ambaixador a la cristiandat, anant a l'altre emperador europeu a Constantinoble, i després a Jerusalem, la ciutat més santa de les tres grans religions monoteistes (cristianisme, islam i judaisme).
L'any 961, Recemund va presentar un calendari àrab de festes cristianes (incloses algunes commemoratives dels màrtirs de Còrdova) al nou califa, Al-Hàkam II.